# Mischotetrastichus yamagishii
Mischotetrastichus yamagishii är en stekelart som beskrevs av Kamijo och Ikeda 1997. Mischotetrastichus yamagishii ingår i släktet Mischotetrastichus och familjen finglanssteklar.
Artens utbredningsområde är Taiwan. Inga underarter finns listade i Catalogue of Life.